# Квантова оптика
Ква́нтова о́птика — розділ фізики, що вивчає властивості світла з погляду квантової теорії Планка.
Основна ідея полягає у гіпотезі про те, що світло випромінюється та поглинається певними дискретними порціями — квантами.
Основи квантової оптики закладені дослідженнями Макса Планка (спектр випромінювання абсолютно чорного тіла, Нобелівська премія з фізики 1918 року) та Альберта Ейнштейна (фотоефект, Нобелівська премія 1921 року).